# Noguera de Sorribes
La Noguera de Sorribes (Juglans regia) és un arbre monumental que es troba a Sorribes (Gósol, el Berguedà), el qual és una noguera excepcional (especialment, per l'envergadura de la seua capçada), difícilment equiparable a alguna altra de Catalunya.

## Dades descriptives
- Perímetre del tronc a 1,30 m: 3,27 m.
- Perímetre de la base del tronc: 4,53 m.
- Alçada: 21,33 m.
- Amplada de la capçada: 22,75 m.
- Altitud sobre el nivell del mar: 1.374 m.[1]

## Entorn
Se situa en una placeta del poblet de Sorribes, llogaret de Gósol, amb un grapat de cases bellament conservades, adornades amb jardins i horts amb arbres fruiters muntanyencs, com pereres, cirerers, pomeres, pruneres i algun saüquer. Fora del conjunt urbà, cap a la vall, entre prats de pastura amb ramats de vaques llemosines, hi ha pinedes de rajolet, amb arbres com el freixe de fulla gran, el poll negre i l'om; arbusts com l'aranyoner i la gavarrera, i herbes com la dent de lleó, la cuscuta, l'ortiga, la milfulles, la malva, la blenera, la pastanaga silvestre i l'apegalosa. La fauna consta de serps de vidre, cotxes fumades, gamarussos, sits negres, cueretes torrenteres, pardals comuns, caderneres, picots verds i guineus.

## Aspecte general
El seu estat és força bo, tot i que, malauradament, l'any 2009 l'arbre va perdre dues branques estructurals que ocupaven pràcticament una tercera part de la capçada. La petita tenia un diàmetre d'uns 40 centímetres i la gran de 65. Un cop esqueixades, uns tècnics del Departament de Medi Ambient i Habitatge les van podar amb cura i posteriorment van aplicar-hi pasta antiinfecciosa.

## Accés
Accedim al poblet de Sorribes per la carretera C-16, la qual va de Berga a Puigcerdà, trenquem per la B-400 i, al punt quilomètric 22,5, tombem a l'esquerra fins a arribar a Sorribes. La noguera la trobarem a peu de camí, a l'esquerra, a la placeta del poble. GPS 31T 0390960 4675219.